# 465. п. н. е.

## Смрти
- Ксеркс I, персијски владар